# Orthogonis clavata
Orthogonis clavata là một loài ruồi trong họ Asilidae. Orthogonis clavata được White miêu tả năm 1914. Loài này phân bố ở miền Australasia.